# Неве-Шалом (Стамбул)

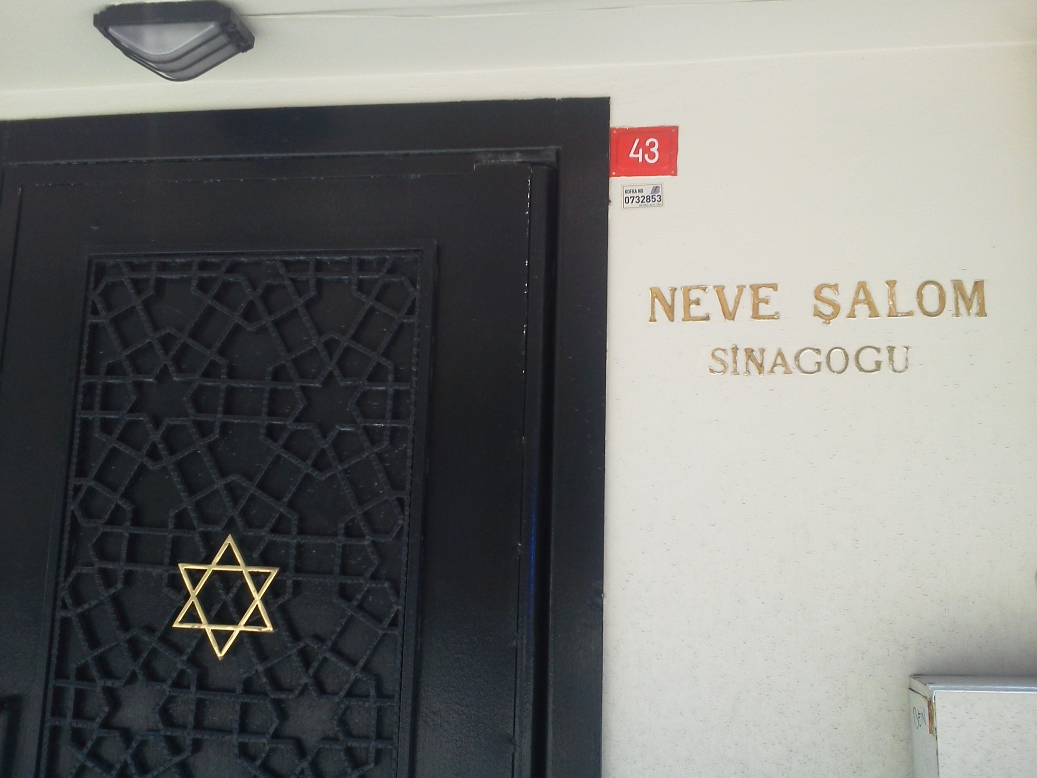
Двері синагоги Неве Шалом.

Синагога «Неве-Шалом» (тур. Neve Şalom Sinagogu; івр. בית הכנסת נווה שלום — буквально «Оаза світу» або «Долина світу») — синагога, розташована в кварталі Галата району Бейоглу у Стамбулі, Туреччина.
У кінці 1930-х років, коли єврейське населення в стамбульських районах старої Пери і Галата збільшилася, було прийнято рішення про знесення єврейської початкової школи (1949) та будівництво на її місці нової синагоги, будівництво якої закінчилося в 1951 році. Архітекторами синагоги були молоді турецькі євреї Ельо Вентура і Бернар Мотола. В інавгурації відкриття синагоги «Неве-Шалом» у присутності головного рабина Туреччини, хахам-баші Рафаеля Давида Сабана у неділю 25 березня 1951 року (17 Адар 5711 року за єврейським календарем). Наразі синагога «Неві-Шалом» є центральною й найбільшою сефардською синагогою у Стамбулі.
Синагога постраждала від трьох терактів: 6 вересня 1986 року, 1 березня 1992 року і 16 листопада 2003 року. Відвідати її з туристичною метою можна тільки при пред'явленні паспорта. Відкрита для відвідувань з 13 години дня.